# Камышлы (село, Севастополь)
Камышлы́ (укр. Камишли, крымскотат. Qamışlı, Къамышлы) — село в Нахимовском районе города федерального значения Севастополя, входит в состав Верхнесадовского муниципального округа (согласно административно-территориальному делению Украины — Верхнесадовского сельсовета Нахимовского района Севастопольского горсовета).

## Население
| 2001 | 2014 |
| ---- | ---- |
| 36   | ↗60  |

### Динамика численности
| - 1805 год — 147 чел. - 1864 год — 109 чел. - 1886 год — 358 чел. - 1889 год — 482 чел. - 1892 год — 371 чел. - 1902 год — 370 чел. | - 1915 год — 435/88 чел. - 1926 год — 535 чел. - 1939 год — 562 чел. - 2001 год — 36 чел. - 2009 год — 36 чел. - 2014 год — 60 чел. |

Численность населения по данным переписи населения по состоянию на 14 октября 2014 года составила 60 человек..

## География
Камышлы расположены в северо-восточной части города Севастополя, в одноимённом овраге Мекензиевых гор, впадающем слева в реку Бельбек, высота центра села над уровнем моря — 48 м

## История
Первое документальное упоминание села встречается в «Османском реестре земельных владений Южного Крыма 1680-х годов», согласно которому в 1686 году (1097 год хиджры) Камышлы входил в Мангупский кадылык эялета Кефе. Всего упомянуто 18 землевладельцев (все мусульмане), владевших 387-ю дёнюмами земли. После обретением ханством независимости по Кючук-Кайнарджийскому мирному договору 1774 года «повелительным актом» Шагин-Гирея 1775 года селение было включено в Крымское ханство в состав Мангупского кадылыка бакчи-сарайскаго каймаканства (что также зафиксировано в Камеральном Описании Крыма 1784 года). После русско-турецкой войны 1768—1774 годов, в 1778 году, состоялось выселение в Приазовье крымских христиан — греков и армян. В «ведомости о выведенных из Крыма в Приазовье христианах» Камышлы не значатся, но, по Ведомости барона О. А. Игельстрома от 14 декабря 1783 года в селении после выхода христиан остались 8 пустых домов.
После присоединения Крыма к России (8) 19 апреля 1783 года, (8) 19 февраля 1784 года, именным указом Екатерины II сенату, на территории бывшего Крымского Ханства была образована Таврическая область и деревня была приписана к Симферопольскому уезду. После Павловских реформ, с 1796 по 1802 год, входила в Акмечетский уезд Новороссийской губернии. По новому административному делению, после создания 8 (20) октября 1802 года Таврической губернии, Камышлы были включены в состав Чоргунской волости Симферопольского уезда.
По Ведомости о всех селениях в Симферопольском уезде состоящих с показанием в которой волости сколько числом дворов и душ… от 9 октября 1805 года, в деревне Камышлы числилось 23 двора, 126 жителей, крымских татар и 21 крымский цыган. На военно-топографической карте генерал-майора Мухина 1817 года Камышлы обозначены без указания числа дворов. После реформы волостного деления 1829 года Камышлы, согласно «Ведомости о казённых волостях Таврической губернии 1829 года», включили в состав Дуванкойской волости (преобразованной из Чоргунской). На карте 1836 года в деревне 24 двора, а на карте 1842 года Камышлы обозначен с 28 дворами.
В 1860-х годах, после земской реформы Александра II, деревня осталась в составе преобразованной Дуванкойской волости. Согласно «Списку населённых мест Таврической губернии по сведениям 1864 года», составленному по результатам VIII ревизии 1864 года, Камышлы — общинная татарская деревня с 47 дворами, 109 жителями и мечетью при колодцах. По обследованиям профессора А. Н. Козловского начала 1860-х годов, в селении имелись колодцы с пресной водой глубиной от 2 до 8 саженей,. На трёхверстовой карте Шуберта 1865—1876 года в деревне обозначено 45 дворов. На 1886 год в деревне, согласно справочнику «Волости и важнѣйшія селенія Европейской Россіи», проживало 358 человек в 76 домохозяйствах, действовала мечеть и лавка. В «Памятной книге Таврической губернии 1889 года», по результатам Х ревизии 1887 года, в деревне числилось 104 двора и 482 жителя. На верстовой карте 1889—1890 года в деревне Камышлы обозначено 75 дворов с крымскотатарским населением, из которых 250 мужчин и 185 женщин. Жители владели 572 десятинами удобной земли. В хозяйствах имелось 74 лошади, 18 волов, 35 коров и 349 голов мелкого скота.
После земской реформы 1890-х годов деревня осталась в составе преобразованной Дуванкойской волости. Согласно «…Памятной книжке Таврической губернии на 1892 год», в деревне Камышлы, входившей в Дуванкойское сельское общество, числился 371 житель в 71 домохозяйстве, владевшие 767 десятинами земли. По «…Памятной книжке Таврической губернии на 1902 год» в деревне Камышлы, входившей в Дуванкойское сельское общество, числилось 370 жителей в 63 домохозяйствах. В 1912 году в деревне было начато строительство нового здания мектеба. По Статистическому справочнику Таврической губернии. Ч.II-я. Статистический очерк, выпуск шестой Симферопольский уезд, 1915 год, в деревне Камышлы (на Бельбеке) Дуванкойской волости Симферопольского уезда числилось 67 дворов с татарским населением в количестве 435 человек приписных жителей и 88 — «посторонних».
После установления в Крыму Советской власти, по постановлению Крымревкома от 8 января 1921 года была упразднена волостная система и село вошло в состав Севастопольского уезда. 21 января 1921 года на территории Севастопольского уезда был создан Балаклавский район и Камышлы вошли в новый район. В 1922 году уезды получили название округов. 11 октября 1923 года, согласно постановлению ВЦИК, в административное деление Крымской АССР были внесены изменения, в результате которых был создан Севастопольский район и село включили в его состав. Согласно Списку населённых пунктов Крымской АССР по Всесоюзной переписи 17 декабря 1926 года, в селе Камышлы, центре Камышловского сельсовета Севастопольского района, числилось (вместе с одноимённым совхозом) 125 дворов, из них 109 крестьянских, население составляло 535 человек, из них 452 татарина, 57 русских, 23 украинца, 1 белорус, 1 немец, 2 записаны в графе «прочие», действовала татарская школа I ступени (пятилетка). 15 сентября 1930 года, постановлением Крымского ЦИК, было проведено новое районирование и создан Балаклавский татарский национальный район, куда вошли и Камышлы. 4 июня 1937 года Севастополь (включая Балаклавский район) стал городом республиканского подчинения Крымской АССР. По данным всесоюзная перепись населения 1939 года в селе проживало 562 человек.
Во время обороны Севастополя 1941—1942 годов в селе находился один из главных её узлов — путь в город через Камышловский овраг. О напряжённости боёв свидетельствуют несколько мемориалов в районе села. В ноябре 1945 года на склоне горы рядом с дзотом № 11 был возведен обелиск из инкерманского камня. На нем закреплены таблички с именами героев комсомольцы Г. Г. Доля, А. В. Калюжный, В. И. Мудрик, Д. И. Погорелов, Б. И. Радченко, И. М. Четвертков, во главе с командиром отделения С. С. Раенко и текстом клятвы Калюжного. А останки моряков были перезахоронены в поселке Дергачи на воинском мемориальном кладбище в 1965 году. Ныне Памятник героям ДЗОТа № 11 объект культурного наследия  Объект культурного наследия народов РФ регионального значения. Рег. № 921711305410005 (ЕГРОКН) .
В 1944 году, после освобождения Крыма от фашистов, согласно Постановлению ГКО № 5859 от 11 мая 1944 года, 18 мая оставшиеся крымские татары из Камышлов были депортированы в Среднюю Азию — были выселены жители 20 домов. 12 августа 1944 года было принято постановление № ГОКО-6372с «О переселении колхозников в районы Крыма», по которому в район из Воронежской области РСФСР переселялись 6000 колхозников. Указом Президиума Верховного Совета РСФСР от 21 августа 1945 года Камышлы были переименованы в Дальнее и Камышловский сельсовет — в Дальненский. С 25 июня 1946 года Дальнее в составе Крымской области РСФСР. Указом Президиума Верховного Совета РСФСР от 22 июня 1948 года с 01 июля 1948 года деление Севастополя на районы было упразднено, а указом Президиума Верховного Совета РСФСР от 26 ноября 1949 года был образован Северный район (с 14 октября 1954 года — Нахимовский), в который вошло Дальнее. 26 апреля 1954 года Крымская область была передана из состава РСФСР в состав УССР. Время упразднения сельсовета пока не установлено, известно, что на 15 июня 1960 года Дальнее числилось в составе Верхнесадовского сельсовета Бахчисарайского района.
В 1965 году было основано новое село, на базе посёлка ВИР, также, поначалу ставшее частью Дальнего (теперь — Дальнее). Решением сессии Севастопольского горсовета от 23 октября 1992 года село Камышлы было восстановлено, как самостоятельный населённый пункт, для чего была выделена территория площадью 35,35 гектара. С 21 марта 2014 года в составе Севастополя аннексировано Россией.

## Водоснабжение
На 25 марта 2021 года: идёт строительство водовода от Бельбекского водозабора.

До этого в селе никогда не было централизованной подачи воды.